# 北京营城建都滨水绿道

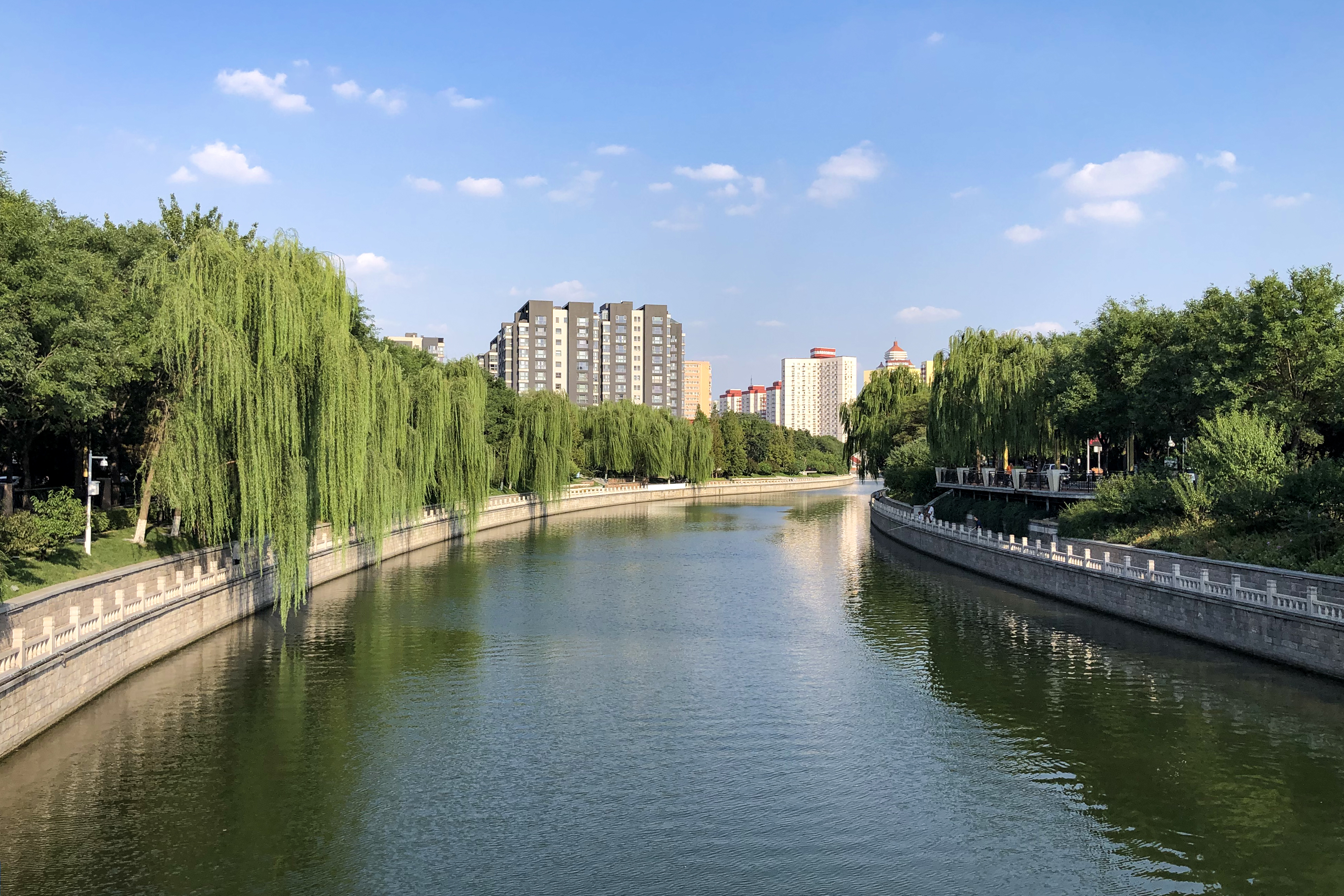
永引渠白云观段，图片左侧为白云公园

北京营城建都滨水绿道是北京市西城区自木樨地至永定门的滨河绿化带，也是北京市城区第一个绿道系统，市民可在其中休闲健身。

## 简介
北京营城建都滨水绿道北起木樨地，南达永定门，全长达到9.3公里，途经永定河引水渠、西护城河、南护城河，是北京市规划的10大城市滨水绿廊之一（其他9个滨水绿廊是北小河、清河、永定河引水渠、昆玉河、通惠河等）。 
滨水绿道设有步行道和自行车道，并在河坡上设有二级平台以将河堤与沿河道路连接起来。沿河设有19处观景平台，并设有座椅、垃圾箱、卫生间、咖啡吧、书吧等设施。 
北京营城建都滨水绿道一期工程即木樨地至白纸坊桥共5.5公里，已于2012年9月底完工。二期工程于2012年底开工，2013年10月完工并开放。
该绿道连接了许多历史文化遗存。北京建城、建都之地位于今广安门桥边上，是北京历史上自蓟城至幽州、辽南京、金中都时的城市中心区，现为该绿道经过之处。该绿道沿线还有天宁寺、白云观、大观园、陶然亭、永定门等景点。 
北京营城建都滨水绿道将原先的滨河公园、白云公园并入其中。
- 滨河公园：1980年代建成的公园，地址为广安门北街甲1号，北起西便门闸口，南到鸭子桥，全长1700米，面积3.9公顷。园内有1995年为纪念北京建城3040年而建的“西周蓟城纪念柱”，以及2003年为纪念北京建都850周年而在金中都大安殿遗址建的“北京建都纪念阙”。[3]
- 白云公园：依永定河引水渠而兴建，东起西便门闸口，西到木樨地桥。2001年，西城区人民政府对该地区永定河引水渠两岸进行全面整治。2002年初，西城区人民政府成立了永定河引水渠重点整治办公室，并将白云公园工程列入北京市人民政府为民办实事60件之一。因毗邻白云观，故取名“白云公园”。[4]